# Volcán Doña Juana
El Doña Juana es un estratovolcán ubicado en la cordillera central andina colombiana, que culmina a 4159 m de altitud. Se encuentra en el parque nacional natural Complejo Volcánico Doña Juana-Cascabel, en el departamento de Nariño, Colombia.

## Características

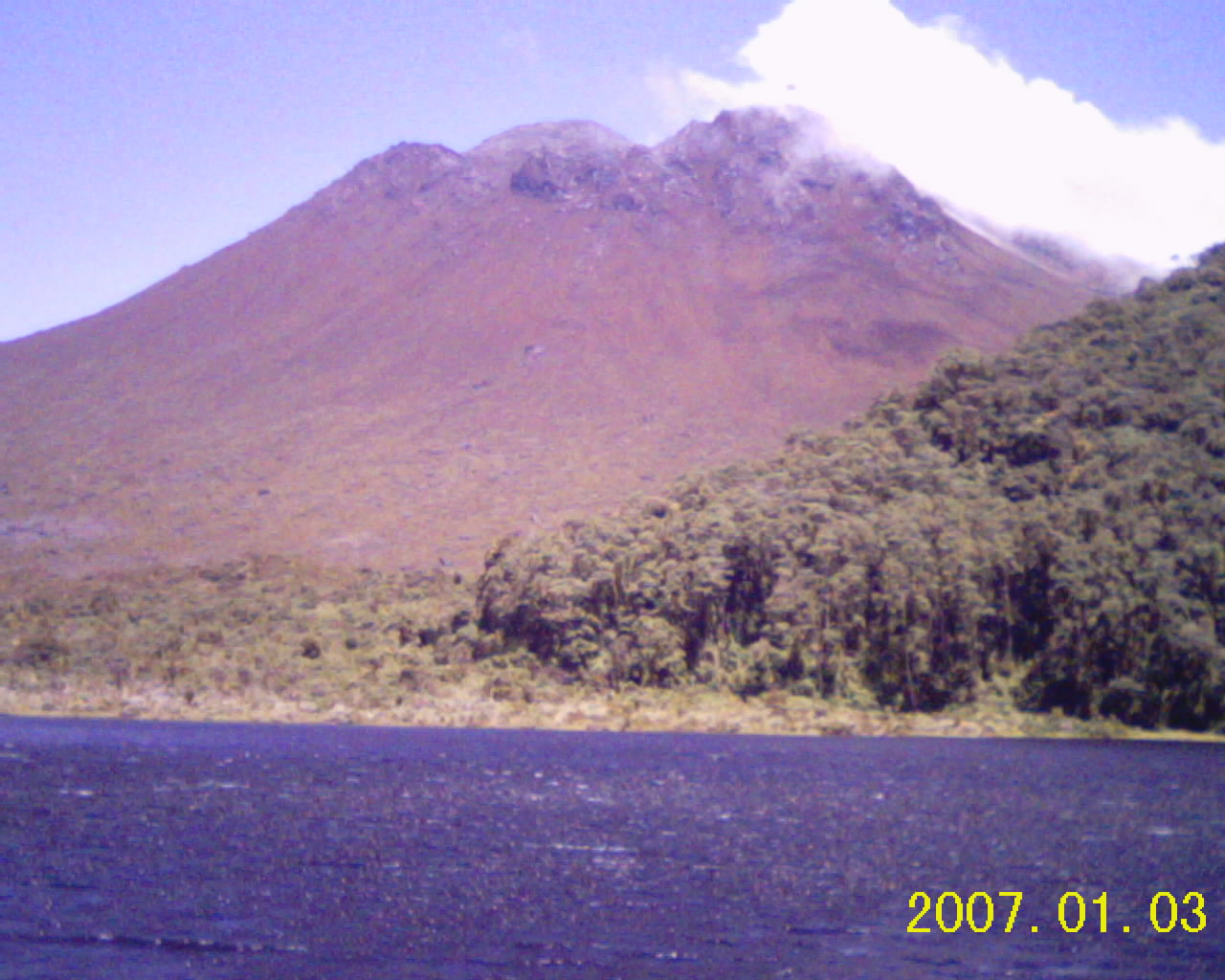
Vista del Doña Juana junto a la Laguna del Silencio.

Con un índice de explosividad volcánica de 4, el Doña Juana está clasificado como un volcán con un gran poder destructivo. Durante su última erupción, registrada en 1906, más de 100 personas murieron y muchas casas fueron destruidas.
Su mayor erupción en período histórico conocida ocurrió el 13 de noviembre de 1899.
El nombre del volcán procede de una leyenda de los indígenas Chincha: Mama Juana, una hermosa Quiteña, se enamoró de Pedro, un plebeyo, pero al oponerse a la familia al matrimonio huyeron, siendo víctimas de una maldición que los convirtió en volcanes.
Está rodeado por un área de extraordinaria biodiversidad, que incluye 471 especies de aves, entre ellas el Cóndor de los Andes, osos, ciervos y pumas.
La cima del Doña Juana está compuesto por numerosos picos que ofrecen vistas espectaculares, incluida la vista a la Laguna del Silencio, uno de los 42 lagos del parque nacional.